# Kapunda Island Conservation Park
Kapunda Island Conservation Park är en park i Australien. Den ligger i kommunen Loxton Waikerie och delstaten South Australia, omkring 190 kilometer öster om delstatshuvudstaden Adelaide.
Runt Kapunda Island Conservation Park är det mycket glesbefolkat, med 2 invånare per kvadratkilometer.. Närmaste större samhälle är Berri, omkring 19 kilometer norr om Kapunda Island Conservation Park. 
Trakten runt Kapunda Island Conservation Park består till största delen av jordbruksmark. Genomsnittlig årsnederbörd är 299 millimeter. Den regnigaste månaden är februari, med i genomsnitt 67 mm nederbörd, och den torraste är oktober, med 7 mm nederbörd.